# Ангольская питта
Ангольская питта (лат. Pitta angolensis) — вид птиц из семейства питтовых. Выделяют три подвида. Распространены в Африке.

## Таксономия
Вид был научно описан французским орнитологом Луи Пьером Вьейо в 1816 году и получил биномиальное название Pitta angolensis. Вьейо ввёл род Pitta в другой книге, опубликованной в том же году.
Признаны три подвида:
- Pitta angolensis pulih Fraser, 1843 — от Сьерра-Леоне до западного Камеруна
- Pitta angolensis angolensis Vieillot, 1816 — от юго-западного Камеруна до северо-западной Анголы
- Pitta angolensis longipennis Reichenow, 1901 — юго-восток Демократической Республики Конго до юго-западной Танзании и на юг до северо-востока Южной Африки. Вне сезона размножения мигрирует в Центральноафриканскую Республику, северную часть ДР Конго и южную Кению.

Близкородственная Pitta reichenowi, обитающая во внутренних районах тропических дождевых лесов Африки, составляет с ангольской питтой часть широко распространенного комплекса видов Старого Света, который в относительно недавние времена колонизировал Африку с востока.

## Описание
Длина тела 18 см. Половой диморфизм не выражен. Макушка, лицо и ушные раковины сплошь чёрные, горло бледно-розовое. Широкая бровь бурая или коричневато-бурая. Бока, грудь и бока шеи горчично-жёлтые, верхняя часть груди оливкового цвета. У некоторых западных птиц грудь заметно зеленоватая. Подкрылья тёмно-зелёные с бирюзово-голубым отливом или чёрные с бирюзовым отливом. Мантия и спина зеленые, а крестец и верхние кроющие перья хвоста бледно-бирюзово-голубые. Крылья округлые, чёрные с бледными и белыми кончиками. Основания центральных перьев образуют белый квадрат, заметный в полёте или при демонстрации. Брюхо и подхвостье малиново-красные, ноги розовые. У неполовозрелых птиц оперение более тусклое, с буровато-розовым брюшком и горлом малинового цвета.

## Распространение и среда обитания
Перелётный вид, обитающий в юго-восточной Африке и бассейне реки Конго. Местом гнездования в юго-восточной Африке являются лиственные низинные тугайные леса или заросли с густым подлеском и небольшими подпологовыми полянами. Однако во время миграции они могут останавливаться в любых районах кустарников или лесов. Упавшие мертвые деревья и открытые ветви являются излюбленными местами для сидения во время исполнения их своеобразных прыжков. Более многочисленны в ненарушенной растительности, и открытие слонами тугайных лесов может сократить их ареал.

### Миграция
Разновидность P. a. longipennis проводит августовскую зиму в лесах западной Уганды до Будонго и прибрежной Кении. Птица, найденная в лесу Минзиро на северо-западе Танзании, была в сильной линьке, что позволяет предположить, что эта местность находится на юго-восточной границе ареала.
Прилетают в южную Африку с конца октября, но в основном в ноябре и начале декабря. Редко гнездятся к северу от долины Руква и реки Руфиджи в Танзании, и не далее центрального Мозамбика на юг. Снова улетают в феврале, хотя иногда и в апреле. Во время миграции регулярно находят истощенных и погибших птиц, особенно с ноября по декабрь и с апреля по июнь. Отмечены случаи обратной миграции после сезона размножения.

## Поведение
Передвигается быстрыми прыжками. Питается поодиночке на лесной подстилке, которую скребёт, чтобы обнаружить насекомых и моллюсков. При ходьбе может махать хвостом, а при угрозе бежать, прыгать на низкие ветки или перелетать на высокую ветку, где прячется, пригнувшись.

### Размножение
Вероятно, моногамны, период ухаживания длится в течение нескольких недель после прилёта. Демонстрирующие себя птицы издают далеко разносящееся и взрывное квохтанье, когда прыгают с боковой ветки в середине полога. В то же время крылья раскрываются, чтобы показать белые основания основных перьев. Пары могут находиться на расстоянии 150 метров друг от друга.
Громоздкое, неопрятное гнездо представляет собой куполообразную конструкцию, сложенную из мелких палочек, травы и сухих листьев. Внутри оно выложено более тонкими веточками и сухими листьями. Располагается на высоте 2-4 метров в развилке саженца или в колючих и лиственных ветвях акации, зизифуса, ксимении или дихростахиса. Откладка яиц происходит с ноября по декабрь в юго-восточной Африке, и птицы замолкают, как только начинается насиживание. В кладке от трёх до четырёх яиц белого или кремового цвета, с серыми подпалинами и печеночно-красными или черновато-коричневыми отметинами на толстом конце. Размер 28 на 23,5 мм.

## Охранный статус
После 1983 года в прибрежных лесах Кении было отмечено снижение численности. Выражается обеспокоенность по поводу зданий с сильной подсветкой в прибрежной Танзании, которые могут представлять опасность столкновений, поскольку птицы мигрируют ночью. На гнездовую среду обитания в долине Замбези повлияли слоны и расширение сельскохозяйственного производства. Утрата и фрагментация местообитаний продолжается.